# ネヴァーウィンター・ナイツ
『ネヴァーウィンター・ナイツ』 (Neverwinter Nights) は、テーブルトークRPG『ダンジョンズ&ドラゴンズ第3版』(D&D3E) をベースに作られたパソコンゲーム（コンピュータRPG）。
フォーゴトン・レルムのネヴァーウィンターで起こった謎の疫病の調査から物語が始まる。拡張版として『シャドウ・オブ・アンドレンタイド』 (Shadows of Undrentide) と『ホード・オブ・ジ・アンダーダーク』 (Hordes of the Underdark) がある。BioWare開発、ATARI 販売。2003年3月20日にはセガより日本語版が販売された。
2006年にObsidian Entertainmentが開発した続編の「Neverwinter Nights 2」が発売されたが、日本語版は発売されず、2007年にイーフロンティアより日本語マニュアル付英語版が発売された。

## 特徴
通常のコンピュータRPGと違い、シナリオを自由に作成するためのツールセットが同梱されており、ユーザーがオリジナルの作品を作り上げることができる。またそれをオンラインで他のプレイヤーとプレイすることも可能。
DMクライアントモードを使う事によって、テーブルトークRPG同様に、ダンジョンマスター (DM) となり、リアルタイムにオンラインでゲームに介入し、セッションを開催する事が出来る。
従来のコンピューターを使ったRPGに比べ、RPGという点での自由度の面で向上しており、TRPGに最も近いコンピューターRPGのシステムといえる。
また、常時設置のサーバーを立ち上げたり、ユーザーの公開しているサーバーに繋いでMORPGのように遊ぶこともできる。

## 日本語版シリーズ
- 『ネヴァーウィンター・ナイツ』（2003年3月20日発売）[2]
  - 『ネヴァーウィンター・ナイツ拡張キット シャドウ・オブ・アンドレンタイド日本語版』（2004年3月18日発売）[3]
  - 『ネヴァーウィンター・ナイツ拡張キット ホード・オブ・ジ・アンダーダーク日本語版』（2004年9月23日発売）[4]
- 『Neverwinter Nights 2 日本語マニュアル付英語版』（2007年7月27日発売）[5]